# Frozen Ever After
Frozen Ever After is een dark water ride in het Amerikaanse attractiepark Epcot en in Hong Kong Disneyland. De attractie draait om de films Frozen en Frozen II. 

## Locaties

### Epcot

#### Geschiedenis
Op 12 september 2014 werd aangekondigd dat de attractie Maelstrom voorgoed zou worden gesloten. Maelstrom zou vervangen worden door een attractie gebaseerd op de film Frozen. Hoewel er al plannen waren voor een dergelijke attractie voorafgaand aan de film (die uitkwam in 2013), werden de plannen pas concreet toen de film een enorm succes bleek te zijn. Op 5 oktober 2014 sloot Maelstrom uiteindelijk voorgoed haar deuren. Tijdens de verbouwing van de attractie werd wel bekendgemaakt dat er gebruik werd gemaakt van hetzelfde ritsysteem als bij Maelstrom. Na deze verbouwing, waarbij ook het exterieur van de attractie werd meegenomen, werd Frozen Ever After uiteindelijk officieel geopend op 21 juni 2016.
In 2018 won de attractie een Thea Award.

#### Rit

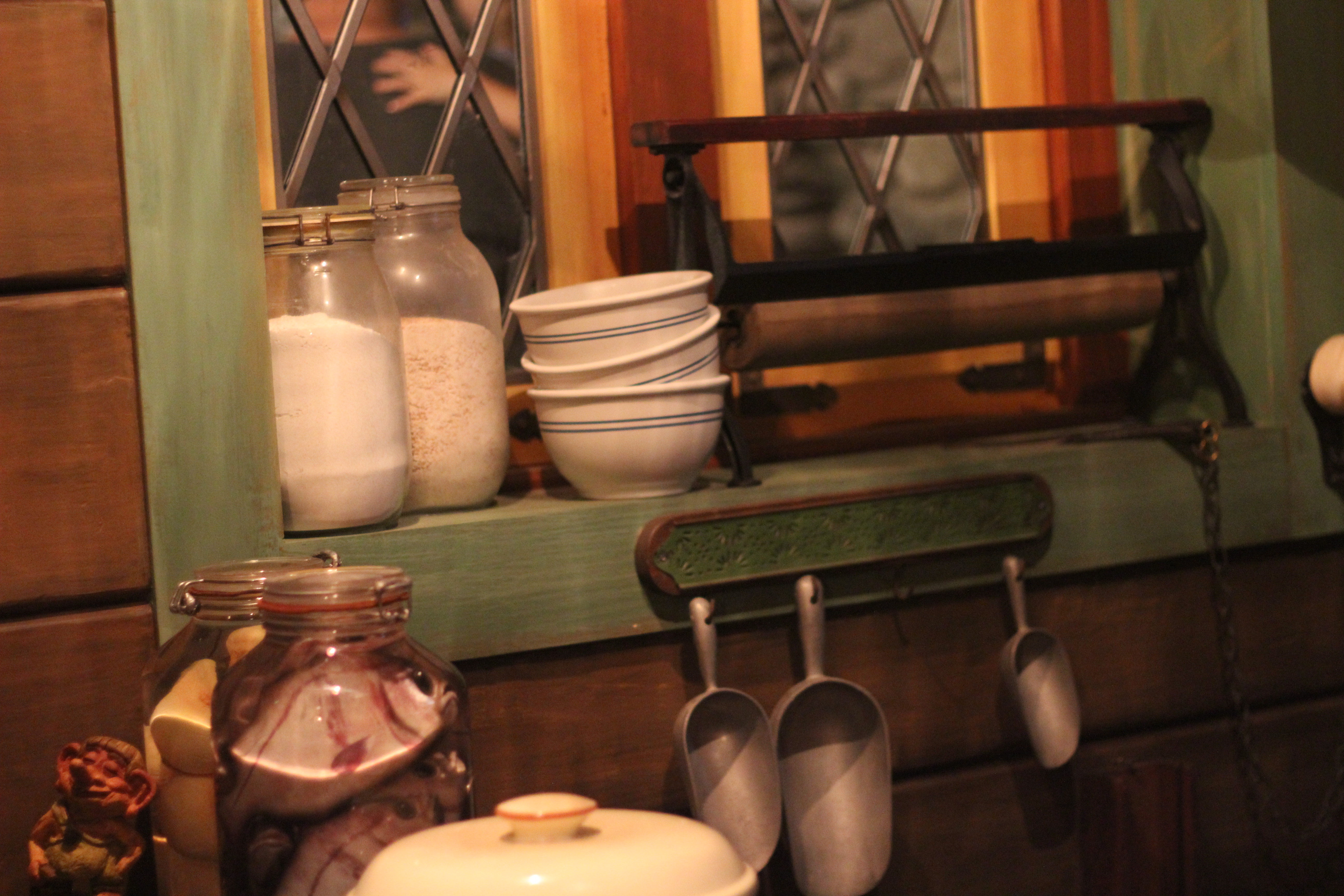
Decoratie in de wachtruimte.

De setting voor de attractie speelt zich af binnen de wereld van Frozen, waarbij gasten worden uitgenodigd op een receptie in het ijspaleis van Elsa, ten gunste van de Summer Snow Day Celebration. Gasten betreden de attractie via de voorgevel in het Epcot-paviljoen van Noorwegen, om vervolgens in de wachtrij terecht te komen. Deze wachtrij leidt door verschillende ruimtes, waaronder de Wandering Oaken's Trading Post. In de wachtrij hangen verschillende affiches die refereren aan de Summer Snow Day Celebration en zijn verschillende knipogen naar de film terug te vinden. Vervolgens komen gasten in het instapstation terecht, alwaar ze in een bootje stappen.

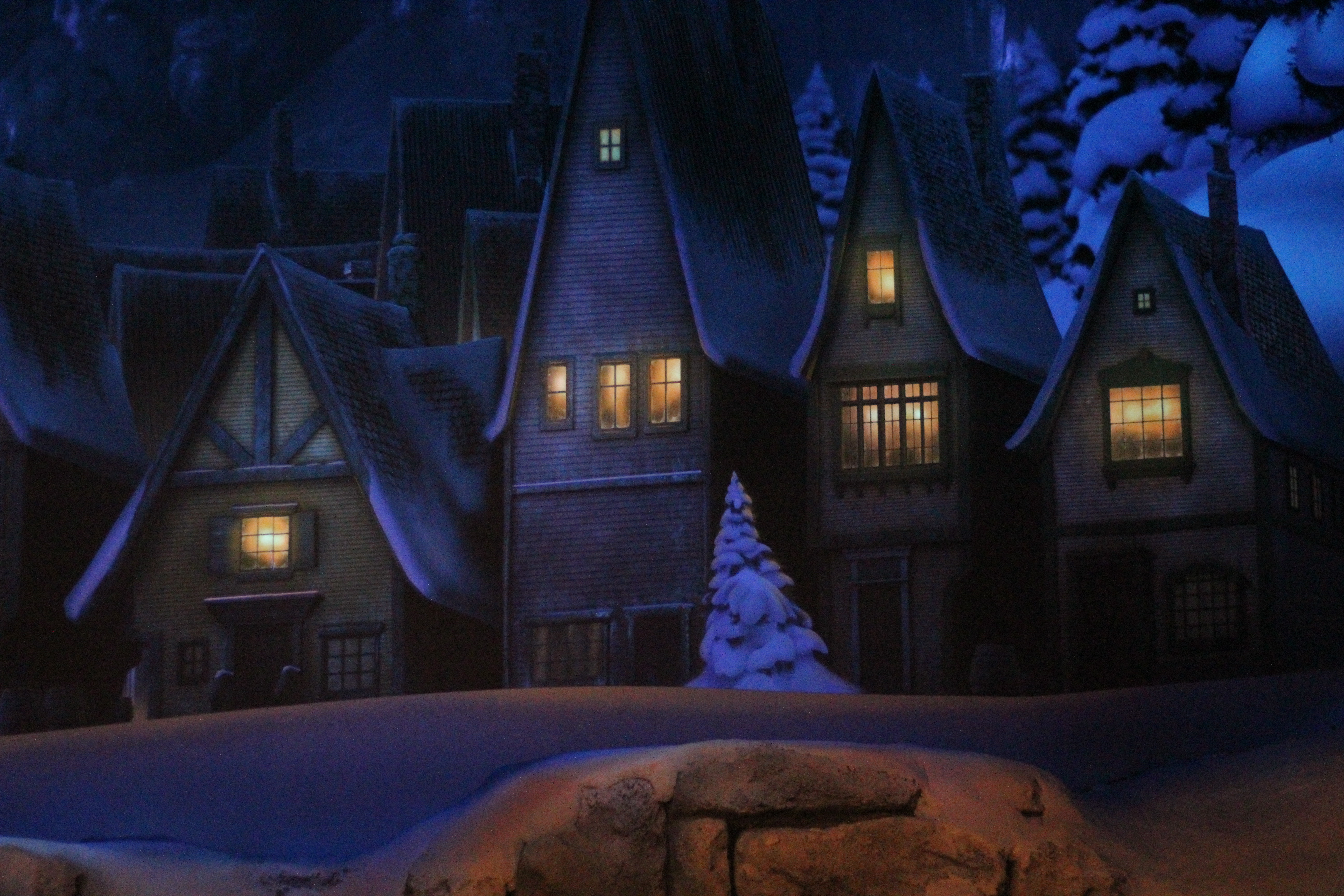
Tijdens de rit.

De eerste scène van de attractie bestaat uit een besneeuwd bos, waar Olaf de gasten tegemoetkomt en een variant op Do You Want to Build a Snowman? zingt. De volgende scène speelt zich af bij Pabbie en zijn trollenfamilie, waarbij hij kort de clou van de film samenvat. Daarna worden gasten omhoog getakeld, waarbij ze worden omgeven door ijskristallen en in de verte een diorama van Elsa's ijspaleis te zien is. Vervolgens glijdt de boot het ijspaleis in, waarbij een rondschaatsende Olaf te zien is. Verderop staan Anna en Kristoff, die een variant op For the First Time in Forever zingen. In de volgende scène staat Elsa die het nummer Let It Go zingt. Tegelijkertijd wordt de boot op een wissel gezet, waarna deze het parcours achterwaarts vervolgt. De boot glijdt dan achterwaarts het ijspaleis uit en komt vervolgens terecht bij Elsa's sneeuwmonster. Daar wordt de boot weer op een wissel gezet, waarna de boot vervolgens weer voorwaarts een helling afglijdt. In de volgende scène is het paleis uit Arendelle te zien, van waaruit vuurwerk wordt afgeschoten. De slotscène bestaat uit Anna, Elsa en Olaf, waarbij een variant op In Summer wordt gezongen. Daarna bereikt de boot het uitstapstation en kunnen gasten de boot verlaten.
De uitgang van de attractie leidt door de verschillende winkels in het Noorse paviljoen.

### Hong Kong Disneyland

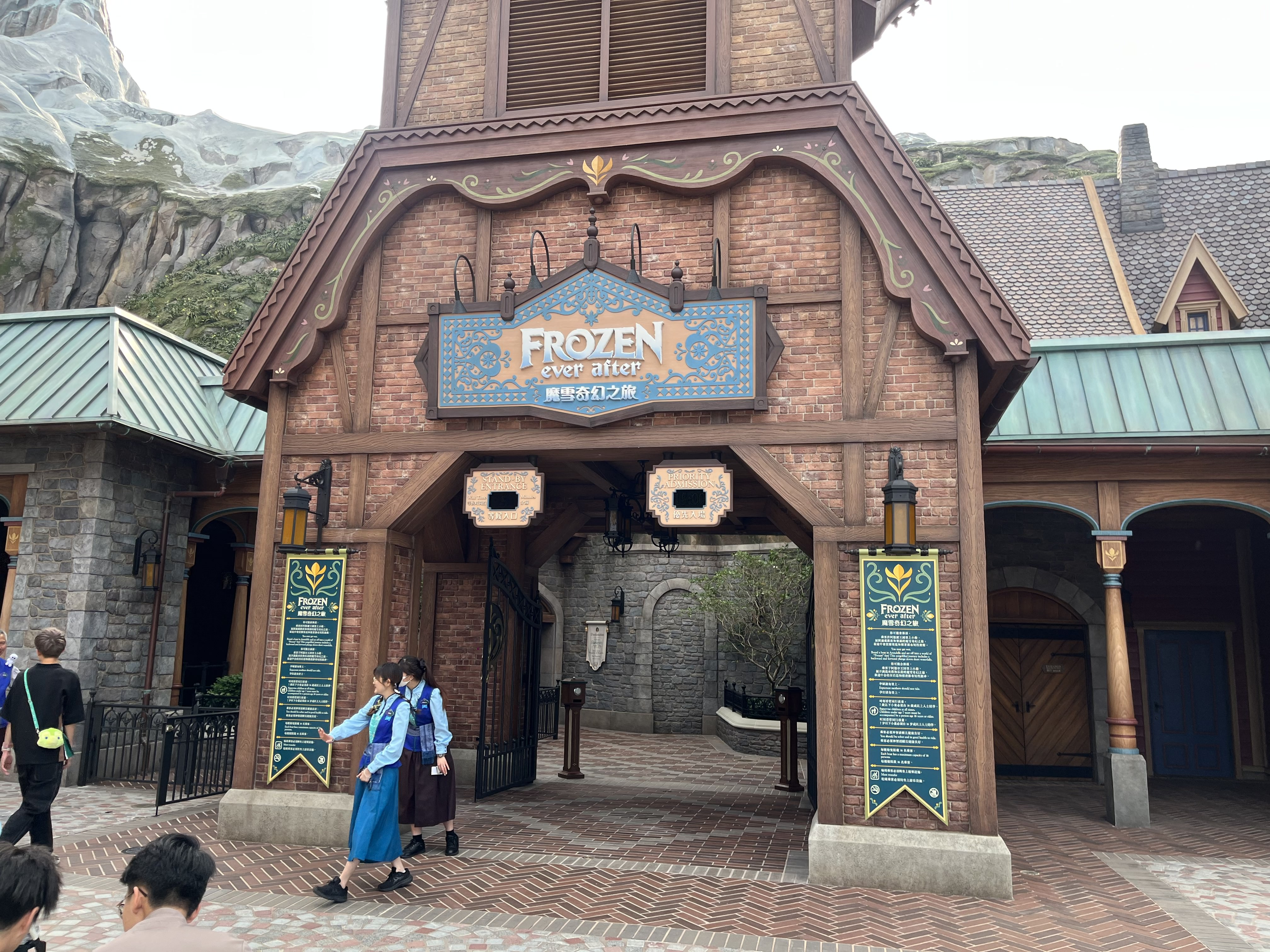
Entree in Hong Kong Disneyland

Op 20 november 2023 opende in Hong Kong Disneyland dezelfde attractie in het themagebied van Frozen, de baanverloop is hetzelfde ingewijd als die in Epcot, het enige verschil aan deze versie is dat de darkride in Hongkong een stuk groter en uitgestrekter is.

### Tokyo DisneySea
In Tokyo DisneySea wordt er een vergelijkbare darkride gebouwd rond de film Frozen, de attractie opende in 2024.

### Walt Disney Studios Park
In het Walt Disney Studios Park in Disneyland Parijs wordt er een vergelijkbare darkride gebouwd rond de film Frozen, de attractie zal komen te liggen in het nieuwe Frozen themadeel van het park dat op dit moment in aanbouw is, de darkride zal in 2025 worden geopend.